# 陳彝 (同治進士)
陳彝（1827年—1890年），字六舟、號聽軒，江蘇儀徵人，清朝官员。諡文恪。

## 生平
咸豐二年（1852年），鄉試中舉；同治元年（1862年）壬戌科進士，改庶吉士，授翰林院編修。同治十三年，任湖廣道監察御史。光緒元年（1875年），任工科給事中。同年九月，上奏反对在福建架设电报。后任雲南曲靖府知府。
光緒八年，任河南開歸陳許道。光緒十年，任甘肅按察使。光緒十二年，任湖南布政使、安徽巡撫。光緒十五年，任順天府尹。光緒十六年，任宗人府府丞。光緒十七年，任浙江學政。光緒二十年，再任順天府尹。光緒二十一年，任內閣學士，后兼禮部侍郎。

## 家庭
父陈嘉树（号仲云）、兄陈韨（字象衡）均为进士。
有子陳洵慶，娶丁寶楨次女。